# Giovanni dell'Agnello
Giovanni dell'Agnello (Pisa, ... – Genova, 1387) è stato un mercante italiano, che ha governato come doge della Repubblica di Pisa.

## Biografia
Ricco mercante pisano nell'ambito della lana, nel 1364 grazie all'aiuto dei raspanti, di Bernabò Visconti, e di Giovanni Acuto fu nominato doge di Pisa e Lucca e tentò di costituire un principato ereditario in sostituzione alla Repubblica governando per quattro anni. 

A causa delle sue politiche autoritarie e fallimentari nel 1368 in seguito a un colpo di stato il potere passò a Pietro Gambacorti.